# 新春!!漫才大爆ショー
新春!よしもと大爆笑（しんしゅん!よしもとだいばくしょう）は、サンテレビジョンにて毎年放送されている正月特別番組である。月亭八方が総合司会を務める。2時間番組。

## 概要
サンテレビの元日特番として長年親しまれている。ベテランから若手まで幅広い芸人が登場し、漫才やコント、落語を披露する演芸番組である。1993年よりステレオ放送化された。かつては「新春!漫才大爆ショー」という題名だったが、漫才以外の出演者も登場するようになり現在の「新春!よしもと大爆笑」に改題された。

## 放送内容とネット局
制作局のサンテレビでは元日の2時間番組として放送されるが、各地のローカル局では制作局より先行放送か1月2日以降のローカル枠の穴埋めとして30分または1時間に再構成したものが放送される。30分版と1時間版は内容が異なるため、どちらも放送する局も存在する。また、サンテレビ同様に2時間版を放送する局もある。
カッコ内に略称のみの放送局は全て独立局。
- サンテレビ（SUN）※制作局
- 北海道テレビ（HTB・テレビ朝日系列）
- IBC岩手放送（IBC・TBS系列）
- 仙台放送（OX・フジテレビ系列）
- 秋田テレビ（AKT・フジテレビ系列）
- 福島中央テレビ（FCT・日本テレビ系列）
- TOKYO MX（MX）
- テレビ埼玉（TVS）
- 千葉テレビ放送（CTC）
- とちぎテレビ（GYT）
- 群馬テレビ（GTV）
- 山梨放送（YBS・日本テレビ系列）
- テレビ新潟（TeNY・日本テレビ系列）
- 長野朝日放送（abn・テレビ朝日系列）
- 富山テレビ（BBT・フジテレビ系列）
- テレビ金沢（KTK・日本テレビ系列）
- 福井テレビ（FTB・フジテレビ系列）
- 岐阜放送（GBS）
- 静岡第一テレビ（SDT・日本テレビ系列）
- 三重テレビ（MTV）
- 京都放送（KBS）
- テレビ和歌山（WTV）
- 日本海テレビ（NKT・日本テレビ系列）
- 広島テレビ（HTV・日本テレビ系列）
- テレビ山口（tys・TBS系列）
- 四国放送（JRT・日本テレビ系列）
- テレビ愛媛（EBC・フジテレビ系列）
- テレビ高知（KUTV・TBS系列）
- テレビ西日本（TNC・フジテレビ系列）
- 長崎放送（NBC・TBS系列）
- テレビ熊本（TKU・フジテレビ系列）
- 大分放送（OBS・TBS系列）
- 宮崎放送（MRT・TBS系列）
- 南日本放送（MBC・TBS系列）